# Zonas climáticas por altitude
As zonas climáticas por altitude em regiões de montanha descrevem as diferentes capas de ecossistemas que se formam numa depois da outra devido ao aumento de altitude e os diferentes climas que se derivam por isso.
A troposfera, que é a primeira zona da atmosfera, onde ocorre o clima, se caracteriza pôr o descenso da temperatura com o aumento de altitude (Especificamente 6.4 grãos Celsius cada 100m). As diferentes temperaturas provocam distintos tipos de habitats para diferentes especies de plantas e animais. Embora a temperatura só é um fator de todos os que influem à aparição dos diferentes ecossistemas ou unidades biogeográficas. A variação de humidade, radiação solar, oxigenou disponível, composição do solo e sobretudo precipitação, também determinam as condições para a aparição de um ecossistema determinado.
O zoneamento também ocorre em ambientes intertidais e marinhos, bem como em linhas costeiras e em zonas úmidas.

## Historia
As zonas climáticas por altitude foram formuladas e descritas inicialmente pelo geógrafo Alexander von Humboldt, que notou que a temperatura cai com o aumento da elevação. 
Durante uma viagem de cinco anos pelo mundo, entre 1799 e 1803, ele percebeu que as tipologias de plantas cambiam com a altitude (a distancia vertical des de o mar) de uma maneira similar ao como cambiam com a aumento da latitude (a distância desde o equador). Ele concluiu que podemos olhar os distintos grupos de especies ao largo das latitudes compridos nas diferentes altitudes de uma montanha. Ele publicou sua teoria em 1808 no livro Ansichten der Natur (Cadros da natureza). Ele também fez algumas ilustrações que mostram as zonas climáticas em distintos lugares.

## Fatores

### Temperatura
O aumento da altitude causa o decrescimento da temperatura (do ar e do solo, que depende da temperatura do primeiro), que influencia, juntamente com a latitude e com a estação do ano, o crescimento das plantas, especialmente sensíveis à temperatura do solo.

### Umidade
A humidade de certas zonas, incluindo os níveis de precipitação e o potencial de evapotranspiração, varia com a altitude e é um fator significativo na determinação de zoneamento. A variável mais importante é a precipitação a várias altitudes. A medida que o ar quente e úmido sobe pela vertente de barlavento de uma montanha, a temperatura do ar se esfria perde a sua capacidade de reter a humidade. Assim, a maior quantidade de precipitação é esperada a altitudes médias e pode suportar o desenvolvimento de florestas de folha caduca. Acima de uma certa altitude, o ar ascendente torna-se demasiado seco e frio, desencorajando assim o crescimento das árvores. Embora a precipitação possa não ser um fator significativo para algumas montanhas, a humidade atmosférica ou a aridez podem ser tensões climáticas mais importantes que afectam as zonas altitudinais.

## Mediterrâneo
Orjen, na costa sudoeste dos Alpes Dináricos, está como um exemplo das zonas da vegetação eu-mediterrânea.
- Mar Mediterrâneo
- Eu-mediterrâneo; 0 – 400 m, azinheira (Quercus ilex), oliveira (Olea europaea), loureiro (Laurus nobilis). A oliveira cresce onde a temperatura média do inverno não vai abaixo de 5,5 °C (42 °F), para dar frutos ela necessita pelo menos de 24 °C (75 °F) durante o dia por 4- 5 meses.
- Supramediterrâneo; 400 – 1100 m, carvalho macedônico (Quercus trojana), carvalho italiano ou hungárico (Quercus frainetto), carpino (Carpinus orientalis). Com mais umidade: florestas de castanheiro (Castanea sativa), carvalho (Quercus pubescens) e Ostrya carpinifolia Scop. européia.
- Oromediterrâneo; 1100 – 1450 m, floresta de faia vermelha (Fagus sylvatica) sobre solo calcário, abeto-prateado ou abeto-branco (Abies alba).
- Altimediterrâneo; 1450 – 1700 m, faia vermelha (Fagus sylvatica), pinheiro da Bósnia (Pinus heldreichii), ácer grego (Acer heldreichii) até as linhas das árvores. As regiões mais secas tem Juniperus (e por exemplo: Iris orjenii, Viola chelmea) sobre a gramínea Sesleria robusta.
- Criomediterrâneo; 1700 – 1900 m, xerófitas.[5]

### Exemplo: Suíça e Itália
Alpes, Lado Sul, Suíça e Itália, posição, precipitação média anual (mm), altitude (m) e temperatura média anual (°C):
|                             | Coordenadas                  | Precipitação | Altitude | Temperatura |
| --------------------------- | ---------------------------- | ------------ | -------- | ----------- |
| Passo Rolle, Itália         | 46° 17′ 47″ N, 11° 47′ 13″ L | 1,057 mm     | 2,006 m  | 2,5 °C      |
| San Bernardino, Suíça       | 46° 29′ 49″ N, 9° 10′ 19″ L  | 1,734 mm     | 1,639 m  | 2,6 °C      |
| Passo de Récia, Itália      | 46° 50′ 53″ N, 10° 30′ 18″ L | 604 mm       | 1,461 m  | 4,8 °C      |
| Poschiavo-Robbia, Suíça     | 46° 20′ 54″ N, 10° 03′ 40″ L | 1,057 mm     | 1,078 m  | 6,1 °C      |
| Tarvisio, Itália            | 46° 30′ 00″ N, 13° 35′ 00″ L | 1,471 mm     | 778 m    | 7,6 °C      |
| Locarno-Monti, Suíça        | 46° 10′ 16″ N, 8° 47′ 17″ L  | 1,806 mm     | 366 m    | 11,4 °C     |
| Aeroporto de Lugano, Suíça  | 46° 00′ 15″ N, 8° 54′ 38″ L  | 1,733 mm     | 273 m    | 11,3 °C     |
| Aeroporto de Génova, Itália | 44° 24′ 43″ N, 8° 50′ 31″ L  | 1,072 mm     | 3 m      | 15,6 °C     |
| Aeroporto de Bari, Itália   | 41° 08′ 20″ N, 16° 45′ 38″ L | 657 mm       | 49 m     | 16,3 °C     |
|                             |                              |              |          |             |

- Veneza, Itália, colônia de flamingos-rosa na antiga salina estatal desde 2000 AD.[7]
  - Aeroporto de Veneza, Itália; altitude 6 m, precipitação média anual 801 mm, temperatura média anual 12,7 °C.
- Culturas Eumediterrâneas: Azinheira (Quercus ilex); Sobreiro (Quercus suber); Oliveira (Olea europaea); Loureiro (Laurus nobilis); Figo (Ficus carica), Romã (Punica granatum).

### Exemplo:Córsega
Zona Mediterrânea até 600 m; Zona Alto-Mediterrânea até 900 m; Zona Montana até 1650 m; Zona Subalpina até 2100 m; Zona Alpina até 2700 m – plantas indicadoras: Veronica fruticans, Potentilla crassinervia, Armeria pusilla, Cerastium thomasii, Phyteuma serratum, Stachys corsica e Helichrysum frigidum.

## Europa Central
- Planar, abaixo de 300 m (Alpes do Leste), abaixo de 150 m (colinas da Alemanha Central), agricultura.
- Colina, 300 – 800 m (Alpes do Leste), 150 – 300 m (colinas da Alemanha Central), limite do carvalho (Quercus spp.) e da uva (Vitis spp.). Faia vermelha (Fagus sylvatica), carvalho (Quercus petraea e Quercus robur), carpino (Carpinus betulus) e Tilia cordata.
- Submontana, 700 - 1'000 m (Alpes do Leste), 300 – 450 m (colinas da Alemanha Central), Faia vermelha (Fagus sylvatica), abeto-prateado ou abeto-branco (Abies alba) e picea (Picea abies).
- Montana, 800 – 1'200 m (Alpes do Leste), 450 – 650 m (colinas da Alemanha Central), limite do centeio (Secale cereale) e do trigo (Triticum spp.).
- Montana média, 1'000 – 1'400 m (Alpes do Leste), 650 – 800 m (colinas da Alemanha Central). Limite das áreas habitadas o ano inteiro. Limite da terra arável, período vegetativo de mais de cem dias (as plantas não se protegem neste período de temperaturas abaixo de zero, referência: 2,000 m de altitude, período vegetativo: 75 dias, no máximo).
- Montana alta, 1'300 – 1'850 m (Alpes do Leste), 800 – 1'500 m (colinas da Alemanha Central), limite da floresta com folhas caducas, Bordo (Acer pseudoplatanus) e Faia vermelha (Fagus sylvatica).
- Subalpina, 1'500 – 2'500 m (Alpes do Leste), acima de 1'500 m (colinas da Alemanha Central), alerce, lariço ou larice (Larix decidua), picea (Picea abies), Pinus sylvestris e Pinus cembra. Linha das árvores.
- Alpina, 2'000 - 3'000 m (Alpes do Leste), tundra de montanha e zona de arbustos tortos (Pinus mugo). en.wikipedia
- Nival, acima de 3'000 m (Alpes do Leste), região do permafrost e da neve eterna.[17][18][19][20]

A linha de transição da zona nival/ subnival é o limite do firn ou linha da neve, isoterma da linha da temperatura média anual por volta de -1 °C sobre rochas nuas e por volta de -3 °C sobre neve/ gelo; neve com mais de um ano, que derrete levemente de dia no verão e congela de novo à noite. Depois vem a "Frostschuttwueste", deserto de montanha de rochas soltas. Depois vem a Tundra de montanha, acompanhada pela zona "Krummholzzone", com arbustos de troncos tortos, e a Linha das árvores, isoterma da temperatura média mensal com menos de 10 °C do mês mais quente do ano. As Coníferas dominam os arbustos como também as árvores.

## Andes Equatoriais 10°S
- Nível do mar, temperatura média anual estimada 22- 24 °C,

mas a Corrente fria de Humboldt gera neblina;
- Tierra Caliente („heißes Land") até 750 - 1'000 m;
- Tierra Templada („gemäßigtes Land") até 1'850 – 2'000 m

(a temperatura média mensal do mês mais quente não ultrapassa 22 °C);
- Tierra Fria („kühles Land") abaixo de 3'600 m

(a temperatura média mensal do mês mais quente não ultrapassa 18 °C);
- Tierra Helada („kaltes Land") acima de 3'600 m

(acima da Linha das árvores, a temperatura média mensal do mês mais quente não ultrapassa 10 °C por definição);
- Tierra Nevada, acima da Linha da neve/ gelo em volta de 4'500 - 5'000 m

(um pouco mais quente que -1 °C sobre rochas nuas ou um pouco mais quente que -3 °C sobre neve).

### Exemplo
- Andes, Lado do Oceano Pacífico, Lima, Peru, 30 m, temperatura média anual: 19,2 °C (Corrente fria de Humboldt gera neblina),

12° 01′ 19″ S, 77° 06′ 52″ O
- Andes, Lado do Oceano Pacífico, Arequipa, Peru, 2'508 m, temperatura média anual: 15,4 °C,

16° 20′ 28″ S, 71° 34′ 59″ O. Estrada de ferro:
Porto de Matarani/ Mollendo; Arequipa; Puno, 3'860 m  (Lago Titicaca, 3'812 m); Cusco (Estacion del Sur Wanchaq); Cusco (Estacion San Pedro, bitola estreita); Machu Picchu, 2'430 m; Quillabamba, ca. 1'000 m.
Arequipa - Puno, via Juliaca (3'824 m) sem trens de passageiros.
Machu Picchu - Quillabamba interrompida. en.wikipedia

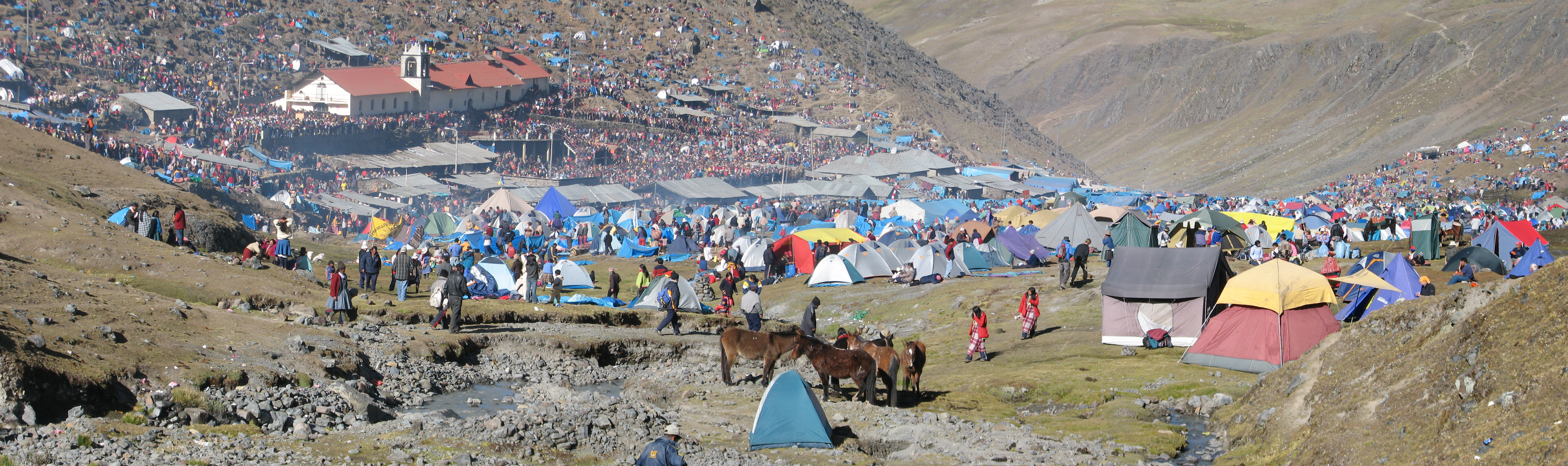
Santuário de Qoyllur Rit'i - Tundra de montanha

- Andes, Lado Amazônico, Cusco, Peru, 3'249 m, temperatura média anual: 12,5 °C,

13° 32′ 08″ S, 71° 56′ 37″ O
- Señor de Qoyllur Rit'i na igreja de Sinakara, 4'875 m (16'000 pés) no fim da geleira,

13° 32′ 45″ S, 71° 13′ 59″ O. Pico Qoyllur Rit'i (Estrela de Neve), 5'450 m.
- Pico Ausangate, à 26 km de Qoyllur Rit'i, 6'384 m, 13° 47′ 19″ S, 71° 13′ 52″ O

## Kilimanjaro
Kilimanjaro, Tanzânia, 3° 07′ 00″ S, 37° 35′ 00″ L
& Monte Quênia, Quênia, 0° 09′ 00″ S, 37° 18′ 00″ L
- Malindi, Quênia, 23 m, precipitação média anual 1'095 mm, temperatura média anual 26,5 °C; 3° 14′ 00″ S, 40° 06′ 00″ L
- Base do Kilimanjaro ca. 1'300 m, Culturas ca. 1'300 - 1'800 m: Café (Coffea arabica), Banana (Musa spp.), Manga (Mangifera indica), Abacate (Persea americana). Para poupar água a agricultura tradicional cultiva mangas, abacates e Albizia schimperiana var. amaniensis sobre bananas, e bananas sobre café e legumes;[30][31][32]
- Nairobi, Quênia, 1'624 m, precipitação média anual 889 mm, temperatura média anual 19,0 °C; 1° 19′ 00″ S, 36° 55′ 00″ L
- Floresta subtropical úmida, entre 1'400 m até 3'000 m, max. 3'300 m. A Zona de Bambus não existe no Kilimanjaro, porque Bambus necessitam de muita água e a agricultura ocupa esta zona;
- Floresta de "Madeira Útil"; Líquen de "barba" (Usnea spp.), entre 3'000 e 3'500 m;
- Linha das árvores, 2'700 - 3'000 m, max. 3'500 m (como as coníferas estão ausentes, ela é mais quente que a temperatura média anual de 10 °C);
- Campos e Tundras, entre 3'200 m e 3'800 m. Lobélias Gigantes, até ca. 4'000 m; Florestas subalpinas de Ericas até 4'100 m (com até 10 m);
- Zona Afro-Alpina acima de 3'800 m, Senécias Gigantes até 4'500 m;
- Zona Nival, acima de 4'500 m. Vulcão Kibo - Pico Uhuru, 5'895 m com gelo.

A precipitação média anual no cume é um décimo da precipitação na base (estimado por uma expedição, um vulcão é um cone e não uma parede que nem uma serra ou cordilheira). Como não existem coníferas, a Linha das árvores é um pouco mais abaixo.   
Neve (mm) estimada no Kilimanjaro, Vulcão Kibo; Outubro 2000 - Fevereiro 2003; 1'500 mm por ano 
| Julho | Agosto | Set. | Out. | Nov. | Dez. | Jan. | Fev. | Março | Abril | Maio | Junho |
| ----- | ------ | ---- | ---- | ---- | ---- | ---- | ---- | ----- | ----- | ---- | ----- |
| 111   | 113    | 182  | 232  | 88   | 278  | 168  | 163  | 59    | 59    | 52   | 37    |
|       |        |      |      |      |      |      |      |       |       |      |       |

A neve fresca tem uma densidade por volta de 30–50 kg/ m³.

## Montanha de Neve Dragão de Jade, com 13 picos
É a geleira que está mais perto do Equador no Hemisfério Norte. Com o Teleférico a partir de Ganhaizi (tibetano para Lago Seco, uma pastagem com coníferas a 3'400 m) se pode caminhar até o fim da geleira nos marcos 4'506 m e 4'680 m. O deserto de montanha começa por volta de 4'000 m.
- Pico Shanzidou, 5'596m (18'359pés). 27° 05′ 54″ N, 100° 10′ 30″ L
- Lijiang, Yunnan está a 2'600 m, o Lago do Dragão Preto está 15km no Sul do cume. 26° 52′ 34″ N, 100° 13′ 48″ L
- Quambo/ Changdu, 3'306m, temperatura média anual 7,5°C, precipitação média anual 463mm. 31° 09′ 00″ N, 97° 10′ 00″ L
- Xichang, 1'591m, temperatura média anual 16,9°C, precipitação média anual 974mm. 27° 54′ 00″ N, 102° 16′ 00″ L
- Ilha de Taiwan, 48m, temperatura média anual 21,6°C, precipitação média anual 1'714mm. 25° 04′ 35″ N, 121° 13′ 26″ L
- Haikou, Hainan; 15m; temperatura média anual 23,9°C; precipitação média anual 1'613mm; 20° 01′ 04″ N, 110° 20′ 01″ L
- Hanói; 15 m; temperatura média anual 23.8°C; precipitação média anual 1,682mm; 21° 02′ 00″ N, 105° 51′ 00″ L

## Comparações entre latitudes e altitudes de clima marítimo
A Europa Central tem este clima porque a Corrente do Golfo a aquece. Sem isso,  o clima seria semelhante a da Manchúria e do Canadá. A Corrente do Golfo parou após dos Açores por 300 anos por volta de 6200 a.C, talvez este acontecimento seja relacionado com o rompimento do dique de geleira do Lago Agassiz ca. 200 anos antes.
Europa Cental; Alpes, Lado Norte; "Mittelland" da Suíça, 300 – 450 m acima do nível do mar. Temperatura anual média equivalente a: Mediterrâneo; Alpes, Lado Sul; 800 – 950 m acima do nível do mar, 2-3°C (equivalente a 500 m) mais quente que o lado Norte dos Alpes.
100km na direção Norte - Sul na Europa Central são equivalentes a 100 m de Altitude (0,49°C).

### Região alpina e o Brasil

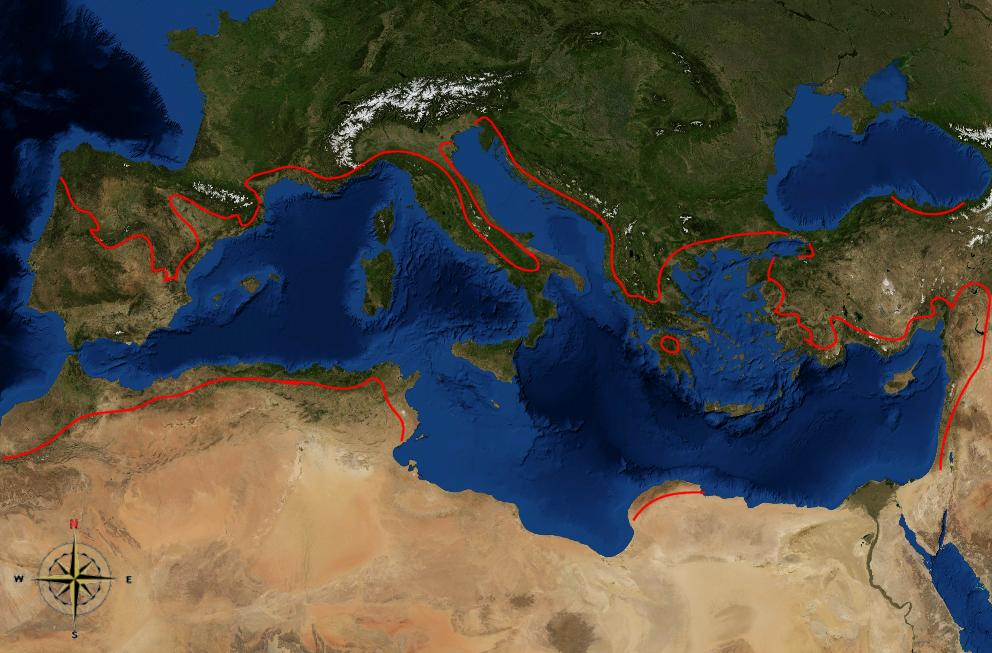
Oliveiras no Mediterrâneo

A região Alpina e o Brasil diferem em relação ao clima condicionado pela Maritimidade e Continentalidade. As cadeias de montanhas (e suas características formadas pela Estrutura interna da Terra) influem diretamente sobre o clima de cada região, bem como a latitude.
- Temperatura média anual -3,2°C, 2’690 m; Alpes, Lado Norte; Suíça, Weissfluhjoch,

Precipitação média anual 1'158mm, 46° 50′ 00″ N, 9° 48′ 23″ L.
- Temperatura média anual 0,9°C, 2'106 m; Alpes, Lado Norte; Suíça, Pilatus,

Precipitação média anual 1’842mm, 46° 58′ 45″ N, 8° 15′ 22″ L.
Limite do Pinus cembra ("Arve" ou "Zirbel) e do Lariço-europeu ou Alerce (Larix decidua), 2'000 m, com alguns exemplares até 2'850 m, Lado Sul.
- Temperatura média anual 4,0°C, 1’406 m; Alpes, Lado Norte; Suíça, Napf,

Precipitação média anual 1'355mm, 47° 00′ 15″ N, 7° 56′ 24″ L.
- Temperatura média anual 5,4°C, 1'035 m; Alpes, Lado Norte; Suíça, Engelberg,

Precipitação média anual 1'571mm, 46° 50′ 00″ N, 8° 23′ 00″ L.
Limite do centeio (Secale cereale) e do trigo (Triticum spp.). Limite do reflorestamento de coníferas por volta de 800 m, Lado Norte.
- Temperatura média anual 8,6°C, 387 m; Alpes, Lado Norte; Suíça, Buchs-Suhr,

Precipitação média anual 1'027mm, 47° 23′ 00″ N, 8° 04′ 00″ L.
Limite da uva (Vitis spp.), 600 m, encosta Sul, estimados 7,5°C (a uva necessita de uma temperatura média de verão de pelo menos 20°C ou 68°F). Culturas: Milho de ração; Milho verde (Zea mays).
- Temperatura média anual 16,7°C, 923 m; Brasil; Curitiba PR;

Precipitação média anual 1'436mm, 25° 26′ 00″ S, 49° 16′ 00″ O.
Culturas: Pêssego (Prunus persica); Nectarina (Prunus persica var. nucipersica); Ameixa-amarela, Nespereira (Eriobotrya japonica); Repolho (Brassica oleracea); Milho em grão (Zea mays); Pinheiro-do-Paraná (Araucaria angustifolia).
- Temperatura anual, média estimada, 18,9°C, 485 m; Brasil; Estação de Ferro Marumbi PR;

25° 26′ 00″ S, 48° 55′ 00″ O.
- Temperatura anual, média estimada, 21,3°C, nível do mar; Brasil; Porto de Paranaguá PR;

25° 31′ 00″ S, 48° 30′ 00″ O.
Culturas: Banana (Musa spp., 'Dwarf Cavendish').
- Temperatura média anual 20,4°C, 2 m; Brasil; Florianópolis SC,

Precipitação média anual 1'409mm, 27° 35′ 00″ S, 48° 34′ 00″ O.

## Galeria

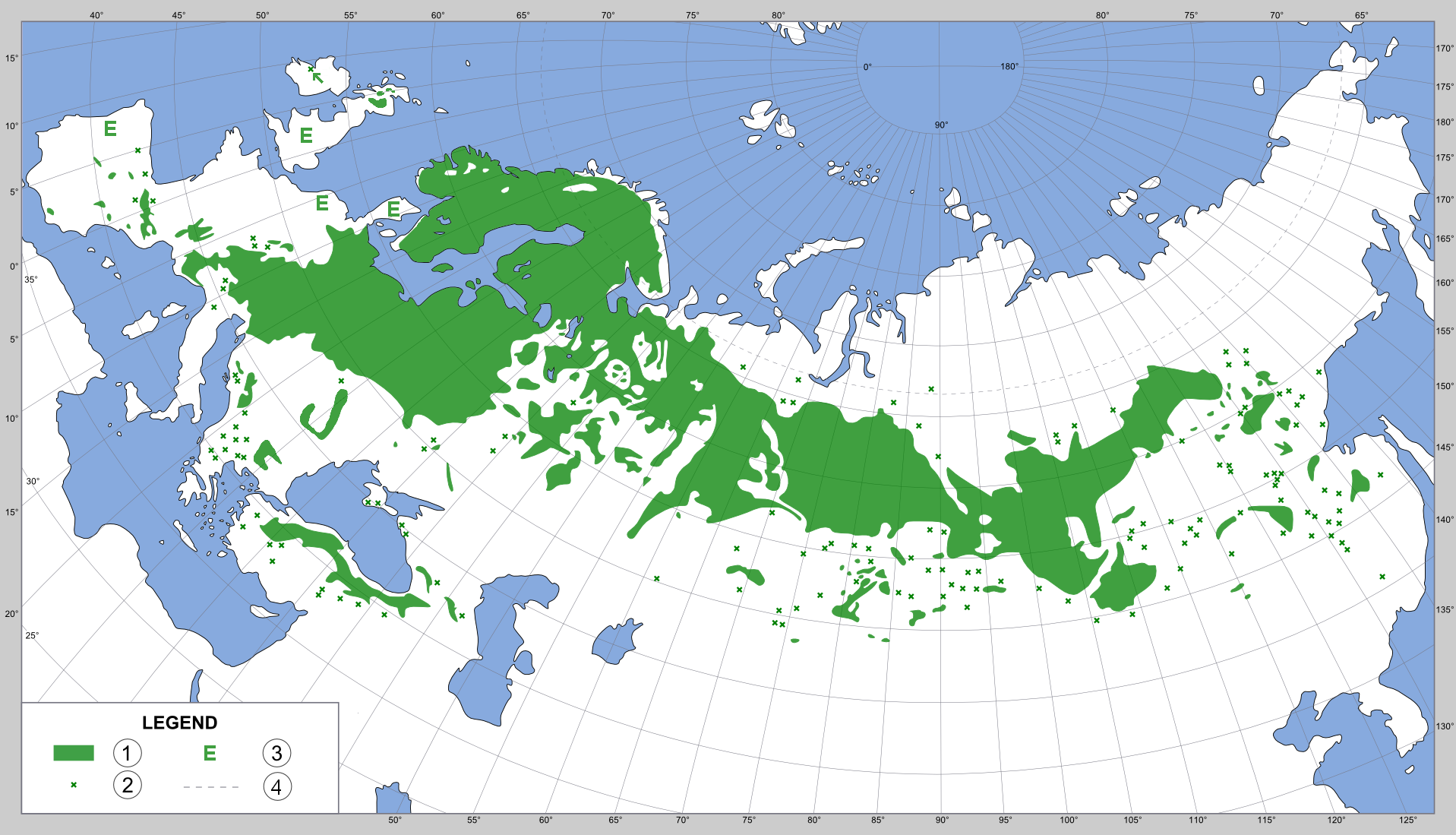
Distribuição do Pinus sylvestris.
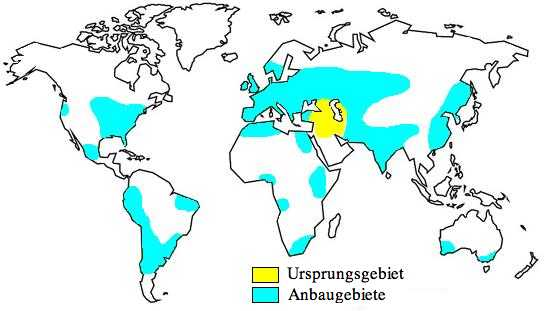
Culturas de trigo (cyan) e sua origem (amarelo).
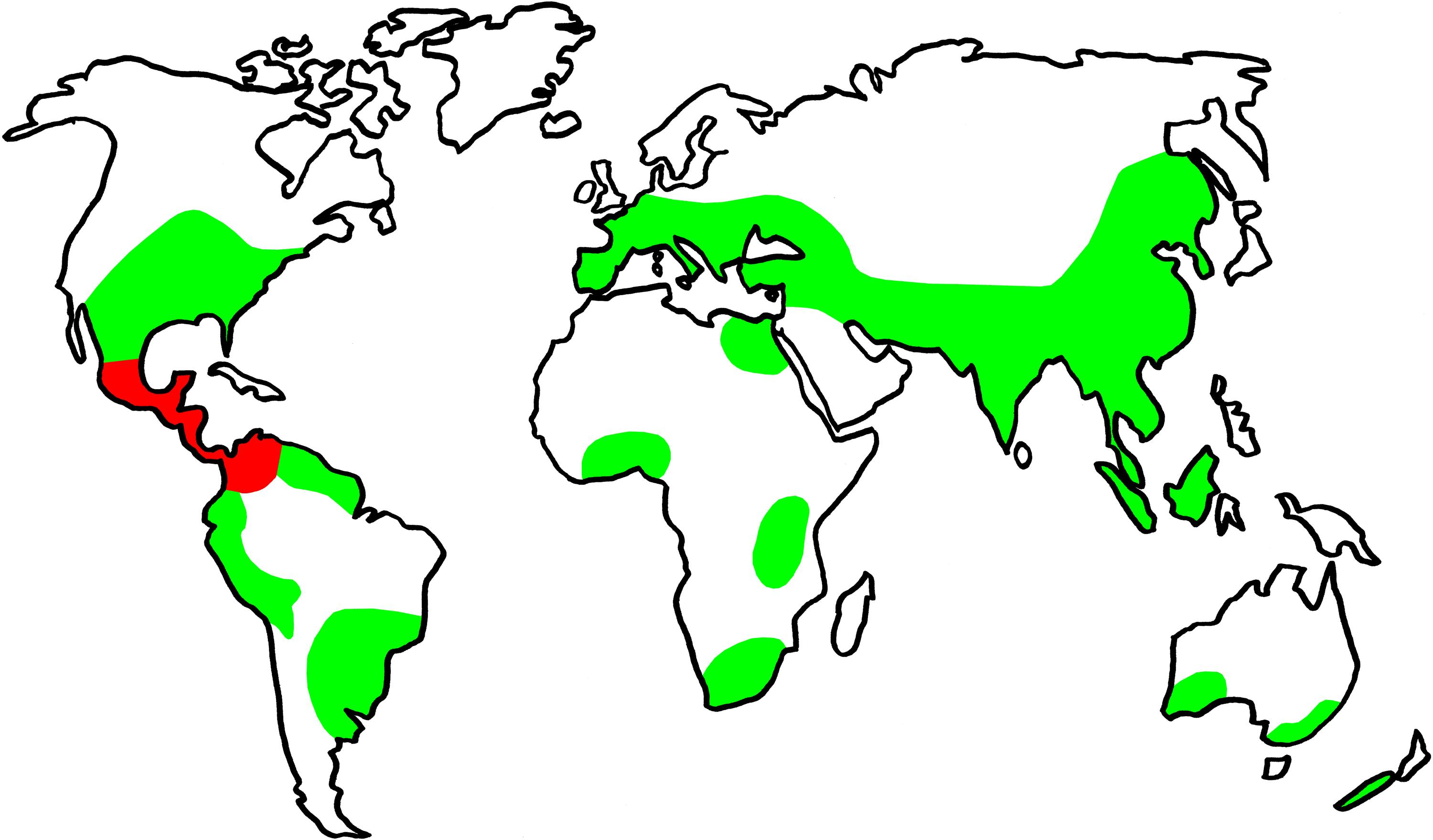
Culturas de milho (verde) e sua origem (vermelho).
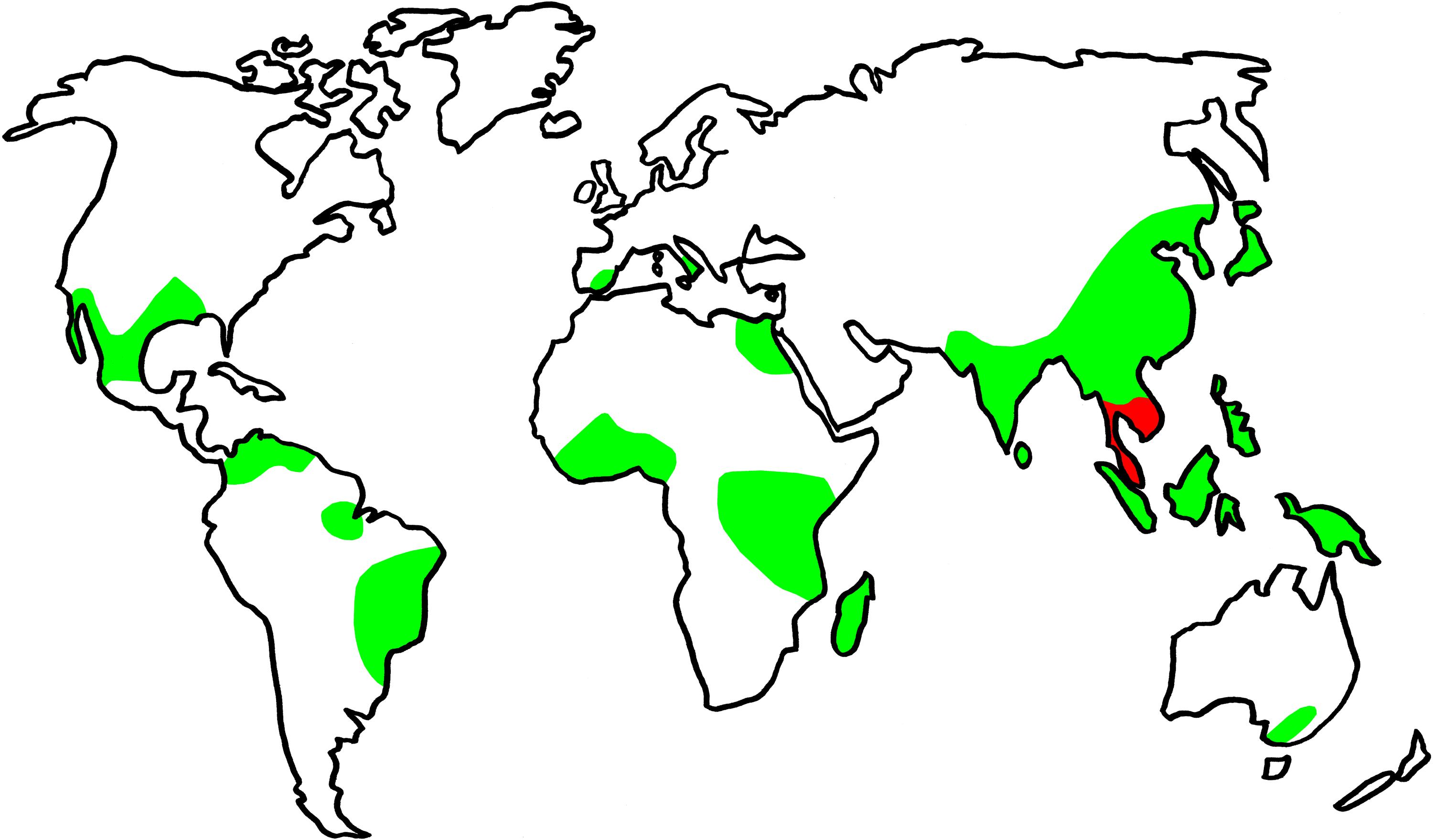
Culturas de arroz (verde) e sua origem (vermelho).
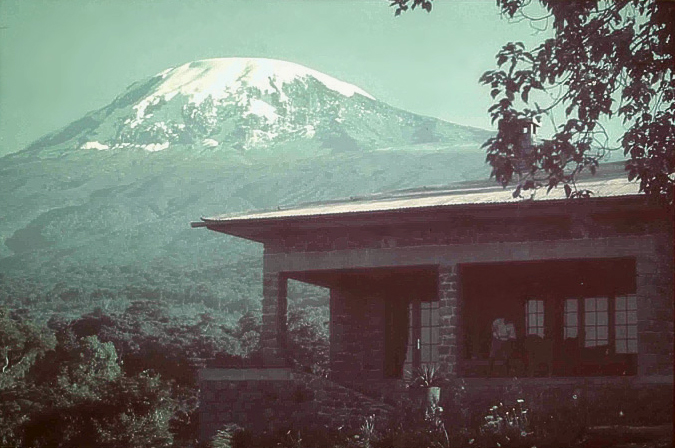
Kilimanjaro (3 vulcões). Vulcão Kibo, 1939.
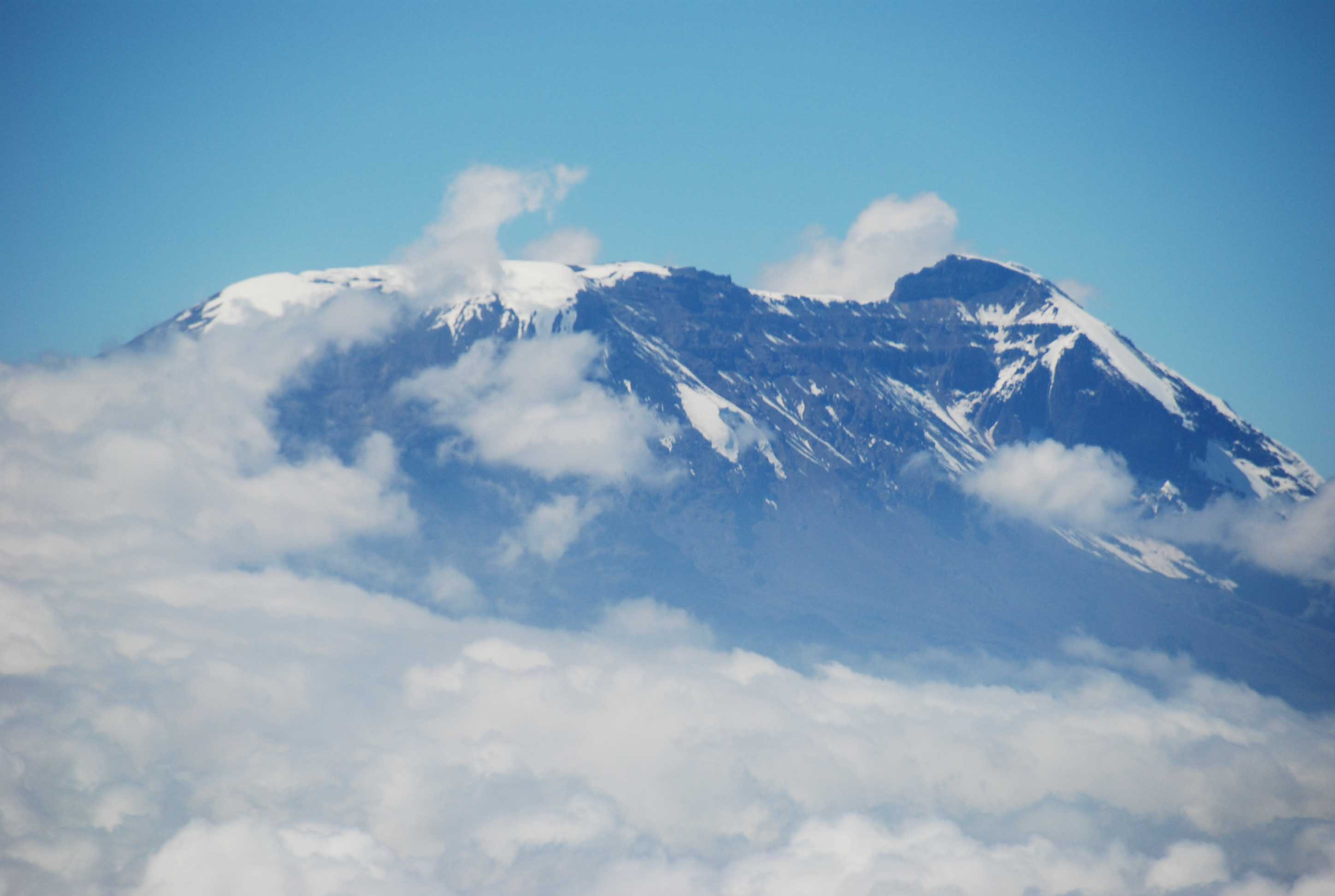
Kilimanjaro - Vulcão Kibo, Julho 2007.
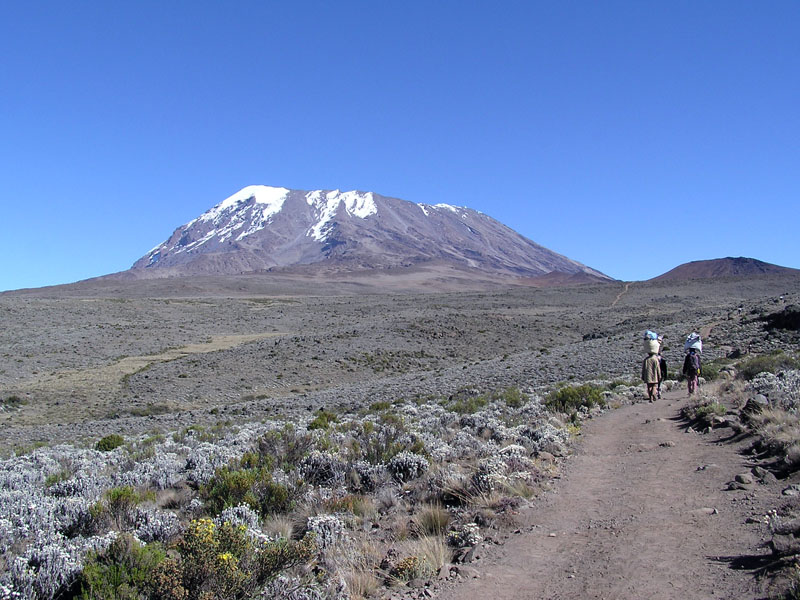
Kilimanjaro - Vulcão Kibo. Tundra de montanha
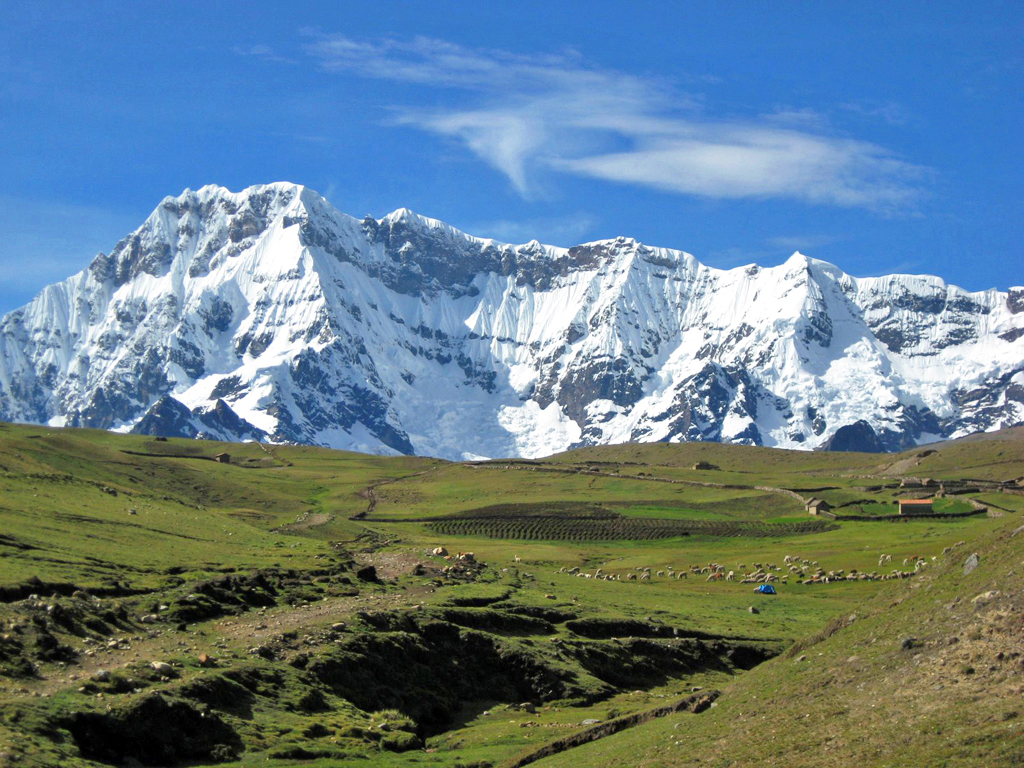
Ausangate - Montanha Sagrada dos Incas (Apu).
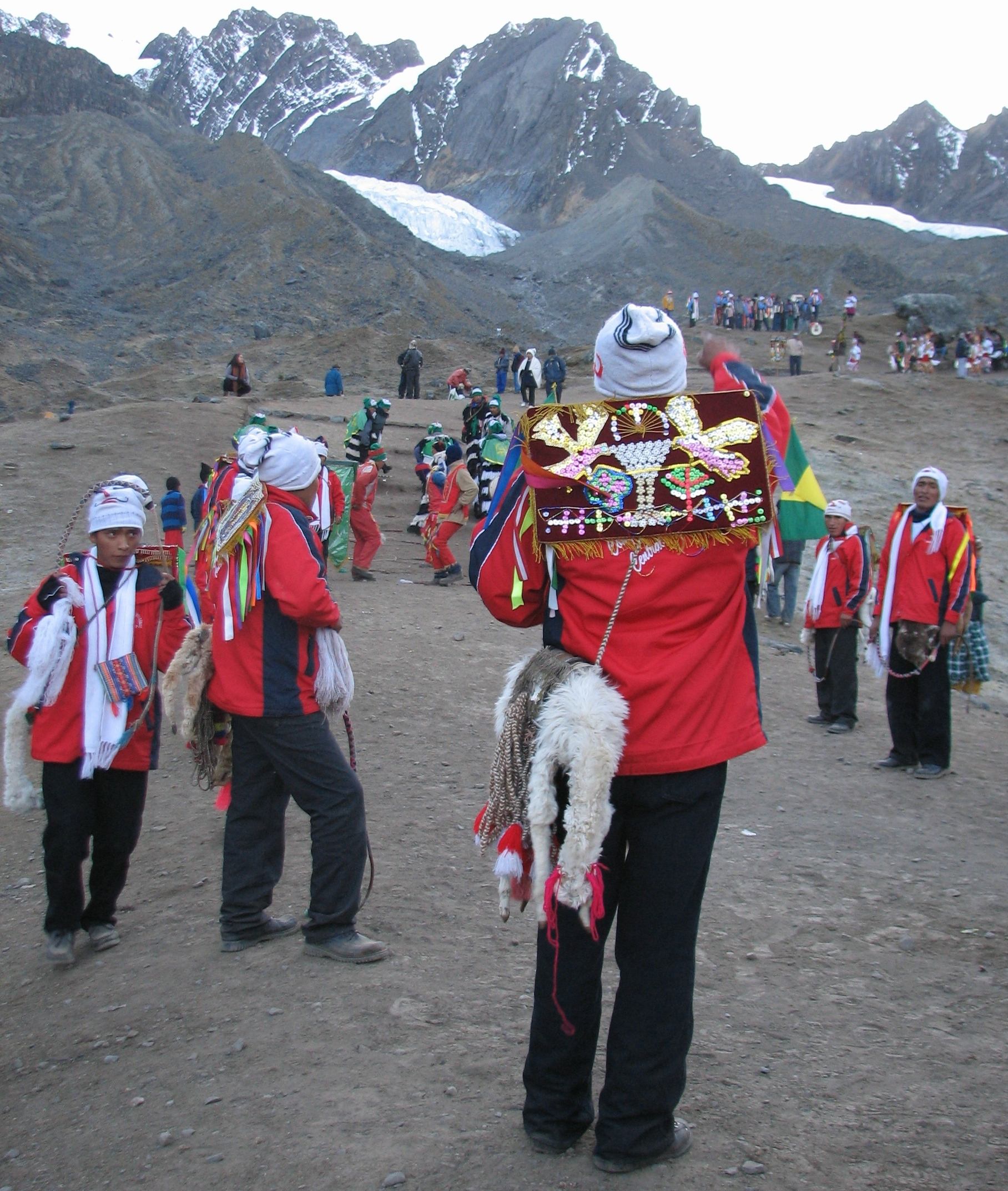
Qoyllur Rit'i (Apu) com geleira e deserto alpino, 2007.
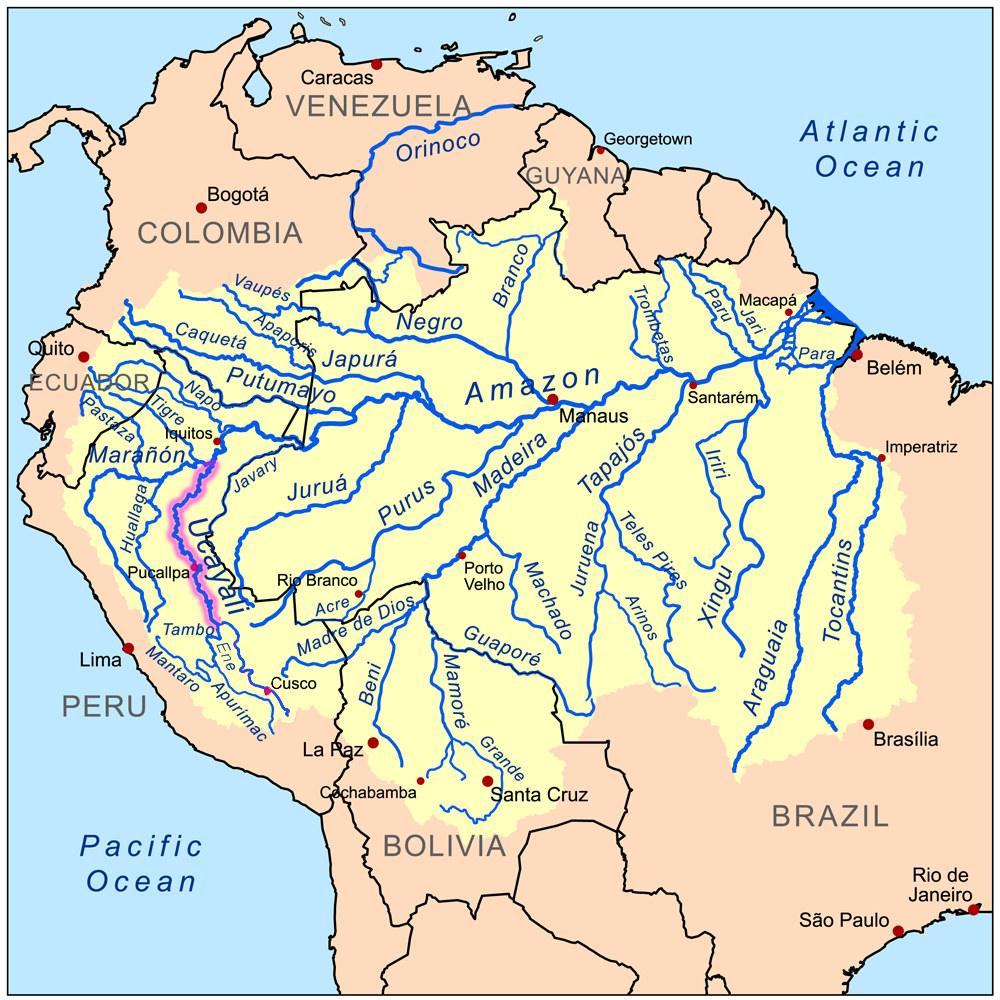
Mapa da Bacia do Rio Amazonas. Rio Urubamba - Ucayali.
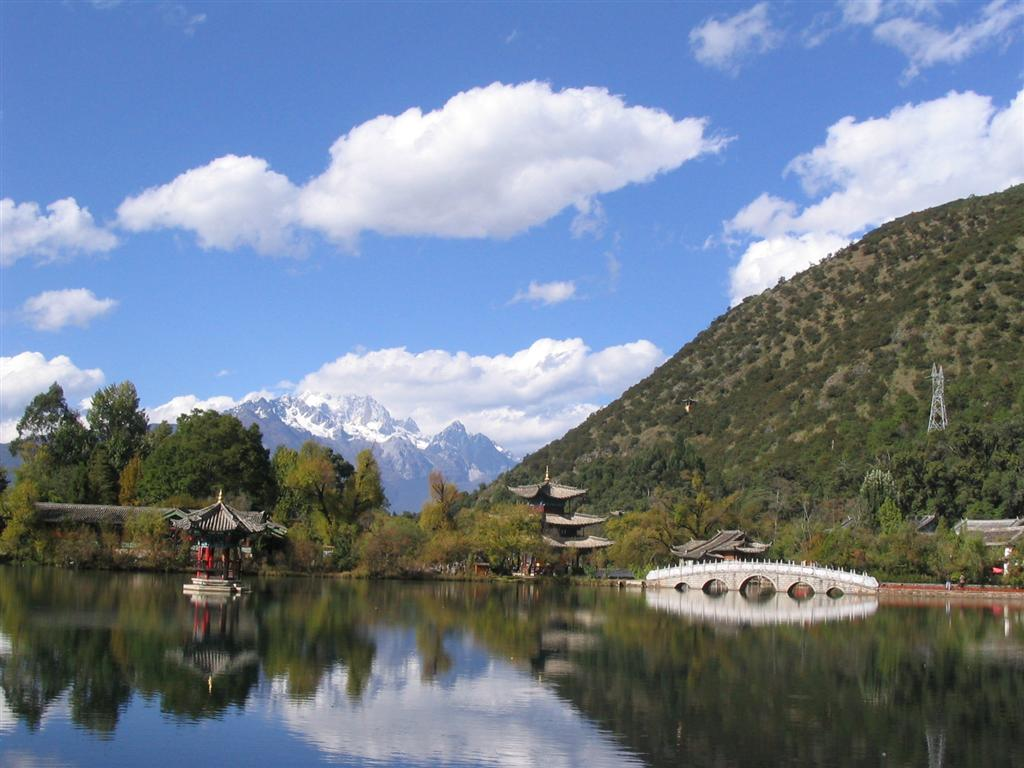
Montanha Dragão de Jade no fundo - Lijiang, Yunnan, China.
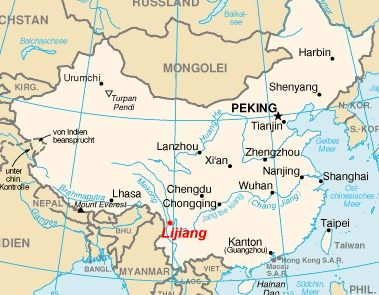
Lijiang, Yunnan, China.
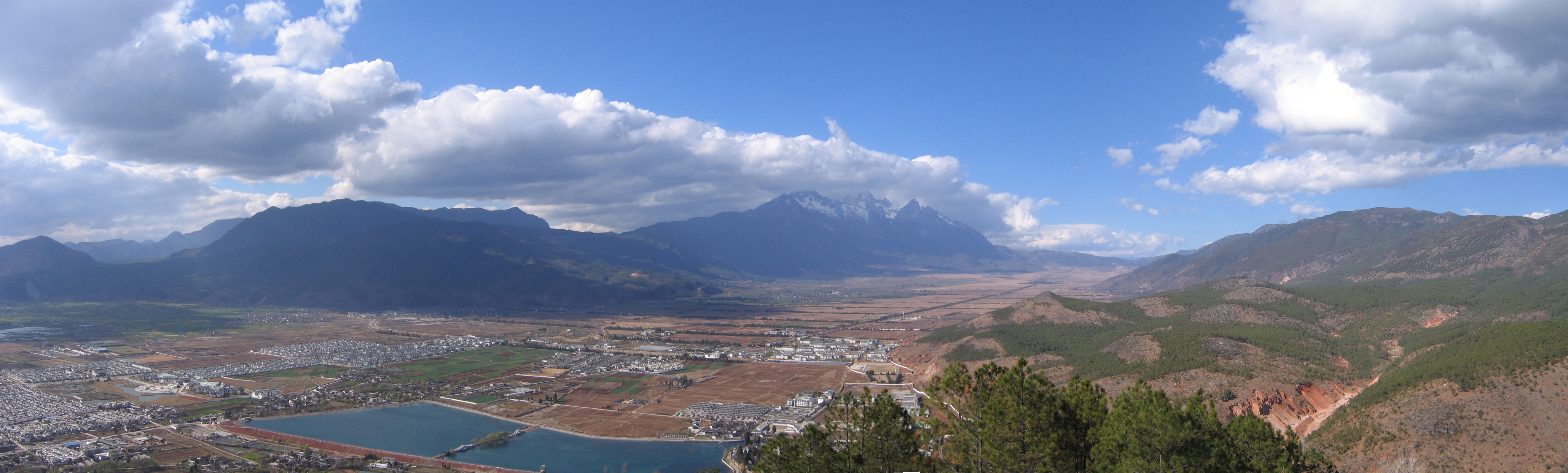
Panorama de Lijiang.
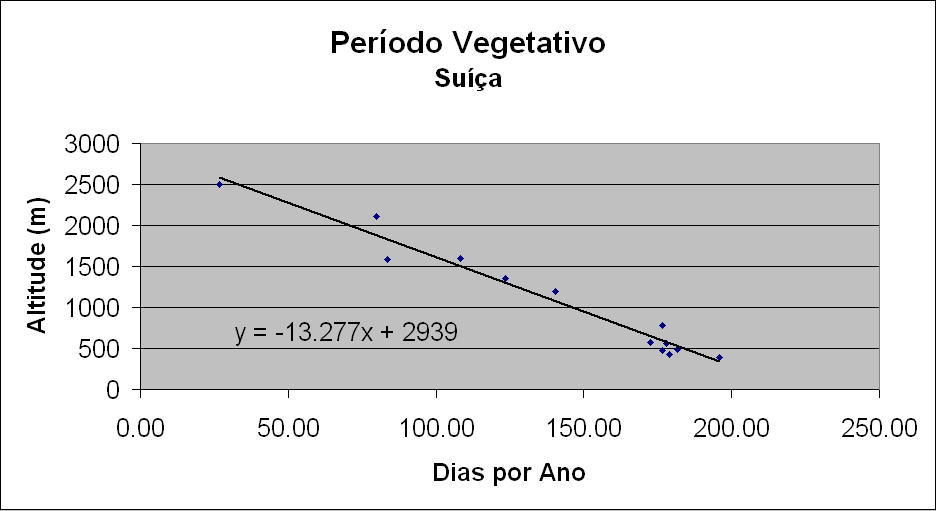
Período Vegetativo na Suíça, Norte dos Alpes.